# Konciliarism
Konciliarism är teorin att konciliet såsom allmänt kyrkomöte är överordnat påven. Konciliarismen diskuterades under 1200-talet, vidareutvecklades under 1300-talet och praktiserades genom Pierre d'Aillys försorg vid konciliet i Konstanz (1414-1418) och vid konciliet i Basel (1431-1437). Försöket att genom koncilier reformera kyrkan misslyckades till följd av påvarnas och kurians motstånd, och frustrationen över detta bidrog till reformationens framgång.
En av konciliarismens främste teologer var Marsilius av Padua genom sin skrift Defensor pacis (1324). 